# Eemsche molen
De Eemsche molen (ook wel De Baars) was een korenmolen aan de oostzijde van Baarn. De verdwenen standerdmolen maalde voor de boeren in Baarn-oost, Eembrugge en Dijkhuizen (het tegenwoordige Eemdijk). 
De houten molen had een rietgedekt onderstuk dat op een ring van houten palen rustte. De molen werd rond 1840 afgebroken. De molen stond aan het eind van de Molensteeg. De teerlingen werden rond 1980 aangetroffen op een verhoging van de grond. De Molensteeg liep vanaf de Noorderstraat, tegenover de vanaf de Bantamweg, over de grond van het tegenwoordige Cantonspark naar deEem. De fundamenten van de molen bevinden zich tussen de Eem en de tegenwoordige straat de Regenboog.
Bij de molen hoorde een molenaarshuis. In de eerste helft van de eeuw woonde daar eigenaar Jan Gerritse Varecamp, die de molen voor f 1090,- verkocht aan Evert Cornelis van Zeyst uit Eembrugge. Het was een zogenaamde "dwangmolen", waar de boeren van Baarn en Eembrugge verplicht hun graan moesten laten malen. De Eemsche Molen was daarbij een zogenaamde "geldmolen", waarbij het maalloon in geld moest worden voldaan. Dit in tegenstelling tot de "schepmolens" waarbij het maalloon werd verrekend met het gemalen meel.
Vlak voor de afbraak rond 1830 werd de molen in waterverf afgebeeld door de Baarnse kunstschilder Frederik Willem Veldhuysen. 